# Richard Mansel Philipps
Richard Mansel Philipps  (* 10. Mai 1768; † 20. August 1844) war ein britischer Politiker.

## Herkunft
Er entstammte einer Nebenlinie der alten walisischen Familie Mansel. Er wurde als Richard Mansel als zweiter Sohn von Sir William Mansel, 9. Baronet, und Mary Philipps, einer Tochter von John Philipps aus Coedgain, geboren. Als er zum Erben seiner Mutter wurde, änderte er am 24. Januar 1793 seinen Namen in Mansel Philipps.

## Leben
Richard Mansel trat in die Royal Navy ein und wurde 1790 zum Lieutenant befördert, schied jedoch im Herbst 1795 wegen Krankheit im Rang eines Commanders aus der Marine aus. Nach dem Tod seiner Mutter 1811 erbte er Coedgain bei Nantycaws in Carmarthenshire, das Anwesen seines Großvaters mütterlicherseits. Am 17. August 1797 heiratete er Caroline Hopkins, die Tochter und Erbin von Benjamin Bond Hopkins von Painshill Park in Surrey. Das Erbe seiner Frau investierte er in Kohlegruben im Swansea Valley. 1798 war er Bürgermeister von Carmarthen. Von 1799 bis 1800 war er Sheriff von Carmarthenshire und von 1802 bis 1803 Sheriff von Glamorgan. Bei der Parlamentswahl 1802 versuchte er, sich als Kandidat für Carmarthenshire aufstellen zu lassen. Seine Bewerbung scheiterte jedoch, da er selbst nicht in dem County wohnte, dort jedoch zahlreiche Gegner hatte. Selbst seine Eltern unterstützten seine Bewerbung nicht. Später bewarb sich auch sein älterer Bruder William Mansel, 10. Baronet, mehrfach erfolglos um eine Kandidatur.
Bei der Parlamentswahl 1806 bewarb er sich als Interessenvertreter des Anwalts Henry Clifford als Kandidat im mittelenglischen Stafford und konnte sich knapp gegen den bisherigen Mandatsträger Thomas Sheridan durchzusetzen. Bei der Wahl im Folgejahr wurde er erneut gewählt, doch die Wahlkampfkosten sowie die Gerichtskosten, die ihm durch Prozesse für seine walisischen Kohlegruben entstanden, brachten ihn in finanzielle Schwierigkeiten. Als ihn Charles O’Donnell, der katholische Bischof von Derry in Irland, noch der Verleumdung beschuldigte, musste Mansel Philipps sich am 29. Januar 1812 im House of Commons gegen die Anschuldigungen verteidigen und entging nur wegen seiner parlamentarischen Immunität weiteren Anklagen. Angesichts dieses Skandals wurde er bei der Parlamentswahl von 1812 nicht erneut als Kandidat aufgestellt und zog sich aus der Politik zurück.

## Nachkommen
Aus seiner Ehe mit Caroline Hopkins hatte er zwei Söhne und eine Tochter:
- Harriette Mansel
- Courtenay Mansel (1801–1875)
- Edward Berkeley Mansel (1803–1879)[1]